# Nationellt identitetskort

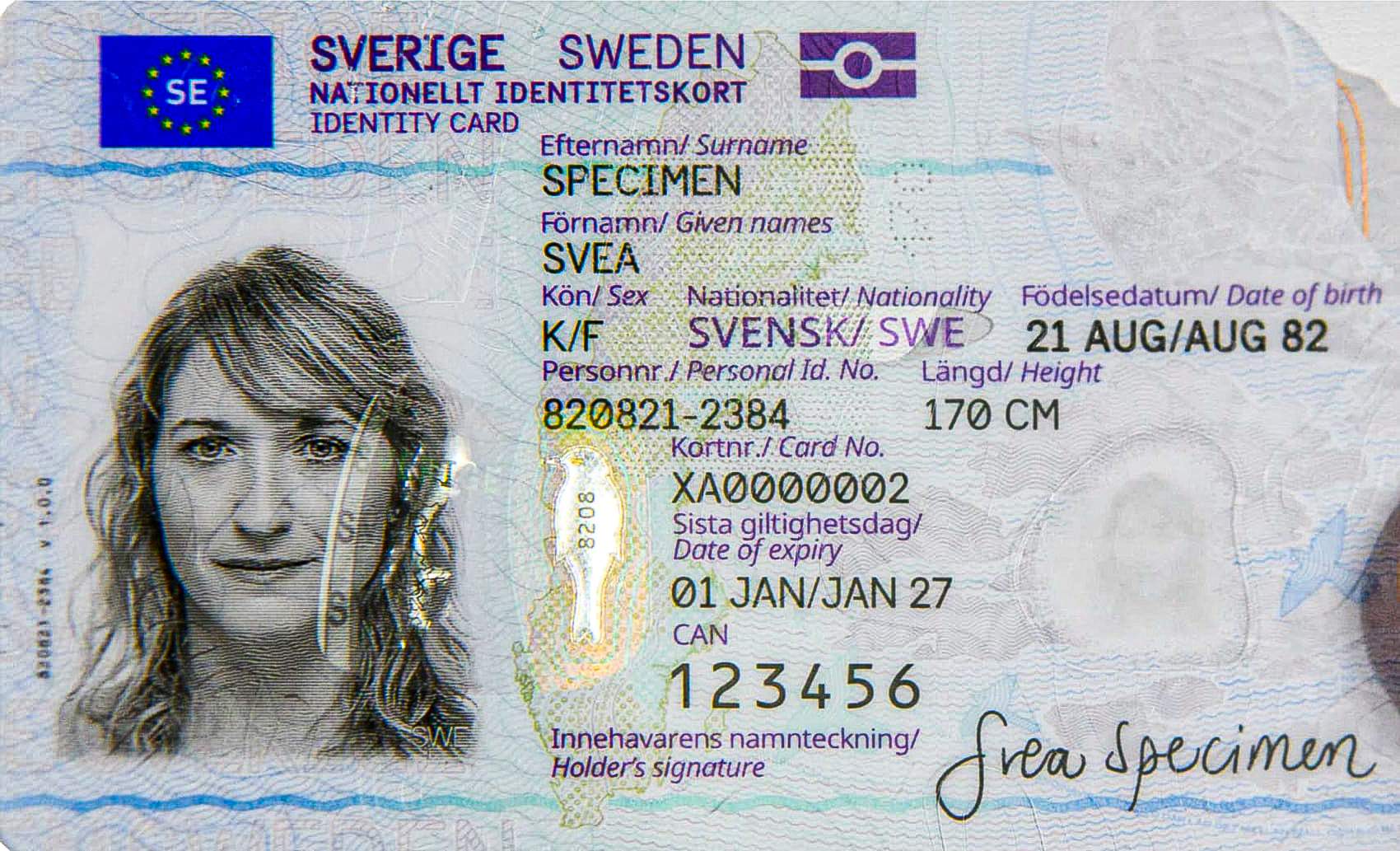
Ausweis

Nationellt identitetskort, kurz Nationellt id-kort, ist ein in Schweden ausgestelltes biometrisches Ausweisdokument. Es ist eines von zwei offiziellen Ausweisdokumenten, die von der schwedischen Polizei ausgestellt werden, das andere ist der schwedische Reisepass. Es wird nur schwedischen Staatsbürgern ausgestellt und weist die Staatsbürgerschaft nach.
Der Ausweis kann für Reisen in europäische Länder und Aufenthalte verwendet werden (außer Belarus, Russland, Ukraine und Großbritannien). Er kann auch anstelle eines schwedischen Reisepasses für die Einreise nach Dominica (de facto), in die französischen Überseegebiete, nach Georgien, Montserrat (bei einer Durchreise in ein Drittland für maximal 14 Tage) und für Pauschalreisen nach Tunesien verwendet werden. Direkte Ausreisen von Schweden in Nicht-EU-/Schengen-Gebiete sind von der schwedischen Grenzpolizei jedoch nicht gestattet. Für Reisen innerhalb der nordischen Länder ist für nordische Bürger aufgrund der Nordischen Passunion kein Ausweisdokument gesetzlich vorgeschrieben.
Der Ausweis wird oft von Personen mitgeführt, die häufig international reisen, ist aber auch der am häufigsten verwendete Ausweis unter schwedischen Bürgern, die keinen Führerschein haben.
Der Personalausweis ist fünf Jahre gültig und kostet 400 Schwedische Kronen. Anträge werden bei Polizeidienststellen gestellt, die über ein Passbüro verfügen.
Bei der Antragstellung ist ein gültiges physikalisches Ausweisdokument erforderlich, um die Identität zu überprüfen. Wenn der Antragsteller kein solches Dokument besitzt, muss er persönlich von einer anderen Person begleitet werden, die über einen solchen Ausweis verfügt. Diese Person muss ein naher Verwandter oder ein Arbeitgeber oder Gemeindebeamter sein, der den Antragsteller kennt. Es gibt keine Altersgrenze für den Erhalt eines Ausweises, aber Personen unter 18 Jahren müssen bei der Antragstellung von ihrem Vormund (vorzugsweise von beiden) begleitet werden. Diese Regeln sind dieselben wie für einen schwedischen Reisepass.